# Öasjön, Blekinge
Öasjön är en sjö i Olofströms kommun i Blekinge och ingår i Skräbeåns huvudavrinningsområde. Sjön har en area på 0,307 kvadratkilometer och ligger 73,2 meter över havet.

## Delavrinningsområde
Öasjön ingår i det delavrinningsområde (624170-141701) som SMHI kallar för Mynnar i Halen. Medelhöjden är 87 meter över havet och ytan är 5,56 kvadratkilometer. Det finns ett avrinningsområde uppströms, och räknas det in blir den ackumulerade arean 7,45 kvadratkilometer. Vattendraget som avvattnar avrinningsområdet har biflödesordning 2, vilket innebär att vattnet flödar genom totalt 2 vattendrag innan det når havet efter 39 kilometer. Avrinningsområdet består mestadels av skog (89 %). Avrinningsområdet har 0,44 kvadratkilometer vattenytor vilket ger det en sjöprocent på 7,9 %.